# Walk Me to the Bridge
"Walk Me to the Bridge" é uma canção da banda britânica de rock Manic Street Preachers, single do álbum Futurology (2014). Escrita pelo baixista Nicky Wire com arranjos do vocalista James Dean Bradfield e do baterista Sean Moore, alcançou a posição 82 na parada de singles do Reino Unido.
A letra, escrita por Nicky, faz referência à Ponte do Øresund e foi escrita em um período ruim de sua vida pessoal, quando queria sair do Manic Street Preachers. Porém, após um show na Dinamarca, desistiu do plano. O clipe para a música foi dirigido por Kieran Evans e inspirado no filme Lola rennt (1998).

## Faixas
| N.º | Título                  | Duração |  |
| 1.  | "Walk Me to the Bridge" | 3:14    |  |

| Walk Me to the Bridge - EP |                                                                                |         |  |
| N.º                        | Título                                                                         | Duração |  |
| 1.                         | "Walk Me to the Bridge" (Ao vivo na Ancienne Belgique, Bruxelas)               | 3:30    |  |
| 2.                         | "The Sound of Detachment"                                                      | 3:31    |  |
| 3.                         | "Caldey"                                                                       | 3:48    |  |
| 4.                         | "Europa Geht Durch Mich" (part. Nina Hoss, Erol Alkan's Mesmerise Eins Rework) | 7:27    |  |
| 5.                         | "Europa Geht Durch Mich" (part. Nina Hoss, Erol Alkan's Mesmerise Zwei Rework) | 7:47    |  |

## Ficha técnica
- James Dean Bradfield - vocais, guitarras
- Sean Moore - bateria, percussão
- Nicky Wire - baixo